# Mohamed Messaoudi (handball)
Ne doit pas être confondu avec le footballeur algérien Mohamed Messaoudi.
Pour les articles homonymes, voir Messaoudi.
Mohamed Messaoudi, né le 14 mars 1973 à Tunis, est un handballeur international tunisien.

## Carrière
- 1995-2006 : Club africain (Tunisie)

## Palmarès

### En club
- Vainqueur du championnat de Tunisie : 1998, 2000, 2001
- Vainqueur de la coupe de Tunisie : 1996, 1997, 1998, 2001
- Vainqueur de la coupe d'Afrique des vainqueurs de coupe : 2001